# Sekulići
Sekulići är en ort i Montenegro. Den ligger i den centrala delen av landet, 18 km nordväst om huvudstaden Podgorica. Sekulići ligger 56 meter över havet och antalet invånare är 171.
Terrängen runt Sekulići är varierad. Runt Sekulići är det ganska glesbefolkat, med 48 invånare per kvadratkilometer. Närmaste större samhälle är Podgorica, 17,8 km sydost om Sekulići. Omgivningarna runt Sekulići är en mosaik av jordbruksmark och naturlig växtlighet.